# Rudolf Čižmárik
Rudolf Čižmárik (Sopornya, 1949. július 18. – Pozsony, 2008. március 10.) szlovák költő, regényíró, újságíró és műfordító.

## Élete
1949. július 18-án született Sopornyán egy pék családjában. A tanulmányait szülővárosában és Pozsonyban vegyipari szakközépiskolában folytatta. A Comenius Egyetem Bölcsészettudományi Karán esztétikát és szlovák nyelvet tanult. 1971 és 1979 között a pozsonyi rádiónál az irodalmi osztályon dolgozott. 1979-től a szlovákiai Pravda napilapnál a kulturális rovat szerkesztője. 1989-től főszerkesztő-helyettese 1989 szeptemberéig. 1993-ban szerkesztőként csatlakozott a Szlovák Köztársaság Sajtóügynökségéhez (TASR). 1995-ben a Pozsonyi Nemzeti Irodalmi Központ igazgatója, később a Miro Galériában és a Remedium Kiadóban dolgozott. 2001-ben visszatért a TASR-hez. 2003 óta az Alexandra Kiadót irányította. 2008. március 10-én halt meg Pozsonyban.

## Munkássága
Első verseit a Mladá tvorba, a Slovenské pohľady, a Nové slovo és folyóiratokban tette közzé. 1970-ben debütált első könyvével, a Kamenné úžasy versgyűjteménnyel. Munkáiban hűen ábrázolta szülővárosát, a gyermekkori emlékeit, de a szerelmi kapcsolatait is. A verseiben a szeretettel és társadalmi témákkal, intim kapcsolatokkal, a nőkkel, a természettel és a zenével foglalkozott. A prózájában megjelenítette az ember etikai kapcsolatát a munkával, a környezettel, ám egyszerűsített módon mutatta be az emberi élet egyes képeit, nem mélyült el benne, hanem közel állt a riporter leíró jellegű tudósításához és állításaihoz. A saját munkái mellett a román költészetből fordított.
Műveinek fordításait német, orosz, ukrán, lengyel és cseh nyelven tették közzé.

## Művei

### Versgyűjtemények
- Kamenné úžasy (1970) Kőszörnyek
- Krehká (1973) Törékeny
- Hrdličky (1974) Gerlék
- Stvorenie slnka (1977) A nap teremtése
- Variácie (1980) Variációk
- Umývanie vody (1985) Vízmosás
- Obyčajný život (1986) Szokásos élet
- Obojstranný zápal sŕdc (1988) Kétoldalú szívgyulladás
- Horiaca ruža – Die Brennende Rose (1995) Az égő rózsa
- Vôňa tela, vôňa slov (1999) A test illata, a szavak szaga

### Próza
- Rozhovor so Svetlanou (1976) Beszélgetés Svetlanával
- Portrét pekára (1982) Egy pék arcképe
- Press a stres (1997) Sajtó és stressz

### Versek gyermekeknek
- Hrdličky (1974) Galambok

### Versválogatás
- Akordy krvných strún (1990) A vércsoport akkordjai

### Rádiójáték
- Tato (1979)

### Fordítása
- Šic, príhody malého myšiačika (románul) Šic, egy kis egér története

## Díjai, elismerései
- A prágai Masaryk Művészeti Akadémia díja művészi tevékenységéért (1994)[1]
- Franz Kafka európai érem (Prága, 2000. április 6.)[1]
- Az év személyiségének erkölcsi díja a Petržalka-napokon (2004. június)[1]

## Fordítás
- Ez a szócikk részben vagy egészben  a   Rudolf Čižmárik című szlovák Wikipédia-szócikk ezen változatának fordításán alapul.  Az eredeti cikk szerkesztőit annak laptörténete sorolja fel. Ez a jelzés csupán a megfogalmazás eredetét és a szerzői jogokat jelzi, nem szolgál a cikkben szereplő információk forrásmegjelöléseként.